# Louis Riel
Louis "David" Riel (Red River, 22 de outubro de 1844 — Regina, 16 de novembro de 1885) foi um político canadense e um líder do povo Métis, uma etnia mista, de ascendência indígena e europeia - que viviam no interior do Canadá, na região onde se localizam atualmente as províncias canadenses de Manitoba, Saskatchewan, Alberta e os Territórios do Noroeste. Riel liderou dois movimentos de resistência contra o governo canadense, com o objetivo de preservar os direitos e a cultura do povo Métis, à medida que sua terra natal ficava cada vez mais na esfera de influência canadense.
A primeira destas rebeliões, a Rebelião de Red River, aconteceu em 1869, que se estendeu até o ano seguinte, 1870. O governo provisório estabelecido por Riel negociou os termos, entre direitos do povo Métis e a entrada de Red River à Confederação do Canadá como a província de Manitoba. Porém, Riel foi forçado a se exilar em Montana, nos Estados Unidos, por causa da controversa execução de Thomas Scott, ocorrida durante a rebelião. Em seu período de exílio, Riel foi eleito três vezes para a Câmara dos Comuns do Canadá, embora nunca tenha assumido efetivamente este cargo. Nestes anos, ele sofreu crises de doenças mentais, incluindo uma, ilusão na qual ele era o líder e profeta divinamente escolhido. Ele casou-se em 1881, em seu exílio nos Estados Unidos, e teve três filhos.
Em 1884, Riel voltou para Saskatchewan - então parte dos Territórios do Noroeste - para liderar o povo Métis, em uma resistência pacífica, contra o governo do Canadá. Esta resistência eventualmente escalou-se a um confronto militar conhecido como a Rebelião de Saskatchewan, ocorrida em 1885, que culminou com a prisão de Riel. Louis Riel foi condenado à pena de morte, acusado de traição, e enforcado em 16 de novembro.
Riel foi e ainda é visto com simpatia pelos francófonos do Canadá, e como um traidor pelos anglófonos do país, e sua execução causou um impacto muito forte entre as relações sociais e políticas entre a província de Quebec - majoritariamente francófona - e o resto do Canadá, primariamente anglófona. Seja visto como um Pai da Confederação ou como um traidor, Louis Riel permanece como uma das figuras mais complexas, controversas e trágicas da história do Canadá. Riel é também muitas vezes chamado de "O Pai de Manitoba", pelo seu papel desempenhado na criação da província.

## Infância e adolescência

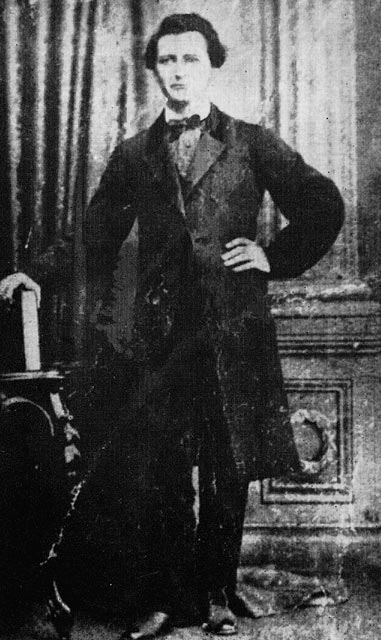
Louis Riel, aos 22 anos de idade

O Acampamento de Red River era uma comunidade na Terra de Rupert, administrada pela Companhia da Baía de Hudson, e habitada por tribos indígenas e pelos Métis, um grupo étnico, descendentes de crees, ojíbuas, saulteauxes, franceses, escoceses e ingleses. Louis Riel nasceu lá, em 1844, perto da atual capital de Manitoba, Winnipeg. Seus pais eram o Senhor Louis Riel e Julie Lagimodière.
Riel era o filho mais velho, de um total de 11 crianças, de uma família Métis respeitada na comunidade. Seu pai, Senhor Riel, tornou-se famoso em sua comunidade por organizar um grupo que suportava Guillaume Sayer, um Métis que foi preso por desafiar o monopólio comercial na região. Eventualmente, Sayer foi libertado pelas autoridades, devido à pressão dada pelo grupo comandado pelo Senhor Riel. A libertação de Sayer também acabou com o monopólio da Companhia da Baía de Hudson na região, tornando o nome Rier muito conhecido na comunidade do Red River. Lagimodière, por outro lado, era filha de Jean-Baptiste Lagimodière e Marie-Anne Gaboury, uma das primeiras famílias brancas a estabelecerem-se na região, em 1812. A família Riel era conhecida também pelo serem cristãos fervorosos e pelos seus fortes laços de família.
Em sua infância, Louis Riel foi educado pelo padre da Igreja Católica em Saint Boniface, Manitoba. Aos 13 anos de idade, ele tornou-se um aluno de Alexandre Taché, o Bispo de Saint Boniface. Em 1858, Taché fez com que Riel - aluno talentoso, em sua opinião - estudasse na Petit Séminaire - uma escola religiosa, dedicada à formação de padres - da Faculdade de Montreal, em Montreal, Quebec, sob a direção da Ordem Supliciana. Descrições de Louis Riel à época indicam que ele era um estudante excelente na área de idiomas, ciências e filosofia, com o porém de exibir instabilidade emocional.
Após a morte prematura de seu pai em 1864, Riel perdeu interesse em seus estudos religiosos na Faculdade de Montreal, tendo saído da Faculdade em março de 1865. Por um tempo ele estudou em no convento das Freiras Cinzas, mas foi logo expulso, devido à sua indisciplina no convento. Por um tempo o jovem Riel continuou em Montreal, morando na casa de sua tia, Lucie Riel. Pobre por causa da morte de seu pai, Riel conseguiu um emprego em uma firma de direito, de Rodolphe Laflamme. Neste período, ele teve um romance com uma jovem mulher, cujo nome era Marie-Julie Guernon. Este romance culminou em um pedido de casamento por parte de Riel, mas a família de Guernon não aceitou que uma filha deles casasse com um Métis, e logo o relacionamento dos dois acabou. Após recuperar-se deste desapontamento, Riel, não gostando de seu trabalho na firma de direito, decidiu deixar Quebec para trás, por volta de 1866. Ele trabalhou (em trabalhos informais e de curta duração) por um tempo em Chicago, Illinois, Estados Unidos, enquanto morava com o poeta Louis-Honoré Fréchette, e após isto trabalhou durante algum tempo como um porteiro em Saint Paul, Minnesota, Estados Unidos, antes de retornar à sua terra natal, o Red River, em 26 de julho de 1868.

## Rebelião de Red River
A maior parte da população da comunidade de Red River eram Métis ou outras etnias indígenas norte-americanas. Ao retornar, porém, Riel observou que tensões religiosas, nacionalistas e raciais estavam crescendo na localidade, devido à migração de famílias anglófonas protestantes na região. A situação política também era incerta, com negociações ocorrendo pela transferência da Terra de Rupert, da Companhia da Baía de Hudson para o Canadá. Finalmente, apesar de avisos do Bispo Teché e do Diretor da Companhia da Baía de Hudson, William Mactavish, para o então primeiro-ministro do Canadá, John Alexander Macdonald, que um censo da área por parte do governo canadense na área iria agravar as tensões já existentes, o ministro canadense de Trabalhos Públicos, William McDougall, ordenou um estudo da população local. A 20 de Agosto de 1869, chegou um grupo de especialistas, comandados pelo coronel John Stoughton Dennis. Este facto aumentou muito a ansiedade entre os Métis. Muitos deles não tendo títulos de possessão de terras, que de qualquer maneira estava organizado em um sistema Seigneurial de cultivo (semi-feudal, modo de cultivo de terra muito usado entre os colonizadores da Nova França).

### Líder dos Métis
Por volta de agosto, Riel denunciou o censo à população local, e em 11 de Outubro de 1869, o trabalho do censo foi interrompido por momentos por um grupo de Métis, na qual Riel estava incluído. Este grupo organizou-se como o Comitê Nacional dos Métis, em 16 de outubro, na qual Riel era o secretário e John Bruce o presidente. Quando chamado pelo Conselho de Assiniboia, controlado pela Companhia da Baía de Hudson, para explicar suas ações de 11 de outubro, Riel declarou que qualquer tentativa por parte do Canadá em assumir autoridade governamental na região seria imediatamente disputada por parte dos Métis, a não ser que Ottawa negocie e chegue a um acordo primeiramente. Mesmo assim, o Coronel McDougall, que falava apenas inglês, foi escolhido como o vice-governador do Territórios do Noroeste. Um grupo comandado por McDougall tentou entrar em Red River em 2 de novembro, mas eles foram forçados a recuarem aos Estados Unidos, e, no mesmo dia, um grupo Métis, comandado por Riel, invadiu e tomou o controle de Fort Garry, sem sangue.
Em 6 de novembro, Riel convidou um grupo de anglófonos de Red River a uma convenção, juntamente com alguns representantes do povo Métis, para discutir e negociar. Em 1 de dezembro, Riel propôs uma lista de direitos, como condição necessária para a entrada das Terras de Rupert à Confederação do Canadá. Muito dos anglófonos aceitaram as condições de Riel, mas uma minoria - extremistas canadenses - organizaram-se em oposição à Riel. Este grupo - que se auto nomeou "Grupo do Canadá" - era liderado por John Christian Schultz, Charles Mair. Coronel Dennis e pelo major Charles Boulton. McDougall tentou fazer com que sua autoridade fosse respeitada pelos Métis, autorizando o uso de um contingente armado por parte de Dennis, mas os anglófonos da região ignoraram em alistar-se ao contingente armado de Dennis. Schultz, porém, conseguir atrair cerca de 50 recrutas, com a qual Schultz fortificou sua casa e sua loja. Riel cercou a casa de Schultz, e este foi obrigado a render-se. Ele e seus 50 soldados foram presos na parte superior do Fort Garry.

### Governo provisório

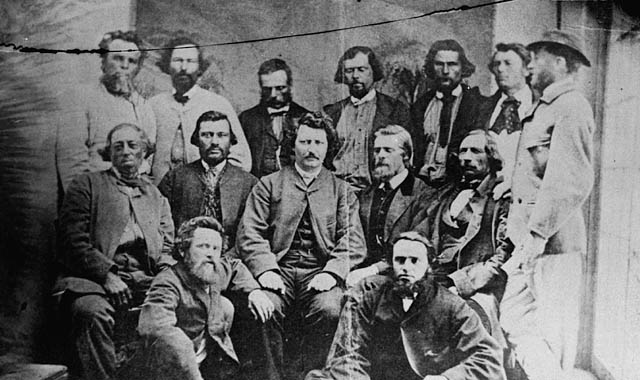
O governo provisório dos Métis

Ao saber dos acontecimentos em Red River, Ottawa mandou três emissários para a comunidade, incluindo um representante da Companhia da Baía de Hudson, Donald Alexander Smith. Enquanto eles estavam à caminho de Red River, o Comitê Nacional dos Métis inaugurou um governo provisório em 8 de dezembro, com Riel sendo escolhido como presidente em 27 de dezembro. Os encontros entre Riel e os emissários de Ottawa aconteceram em 5 e 6 de janeiro de 1870, mas tais encontros não levaram a lugar nenhum, e Smith decidiu apresentar o caso em um Fórum público, no assentamento. Em 19 de 20 de janeiro, Smith, em discursos públicos, assegurou à população da comunidade sobre a vontade e a honestidade do governo do Canadá no caso, fazendo com que Riel propusesse a formação de um Conselho composto por um mesmo número de anglófonos e de Métis, em consideração aos discursos de Smith. Em 7 de fevereiro, uma nova lista de direitos foi apresentada para os emissários de Ottawa, e Smith e Riel concordaram em enviar representantes a Ottawa para negociações diretas.

### Resistência canadense e a execução de Scott

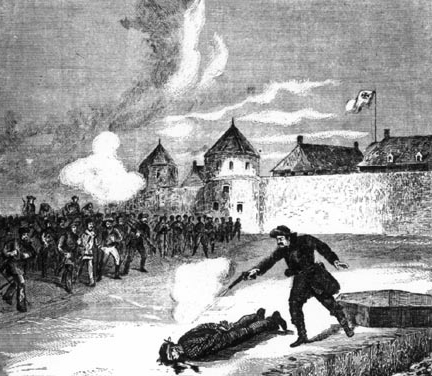
O momento em que Scott é executado

Apesar do aparente progresso nas negociações, o "Grupo do Canadá" estava planejando planos contra o governo provisório dos Métis. Porém, em 17 de fevereiro, 48 pessoas do grupo, incluindo Boulton e Thomas Scott, foram presas perto de Fort Garry.
Boulton foi julgado em um tribunal comandado por Ambroise-Dydime Lépine, e condenado à morte por sua interferência com o governo provisório. Ele foi perdoado, mas Scott interpretou esta ação como um sinal de fraqueza por parte dos Métis, declarando abertamente suas opiniões aos Métis. Após discussões entre Scott e seus guardas de vigia, estes insistiram ao tribunal que Scott fosse julgado também por insubordinação. Em seu julgamento, Scott foi condenado à morte, acusado de desafiar a autoridade do governo provisório. Smith tentou fazer com que Riel perdoasse também Scott, reduzindo a pena para prisão por tempo indeterminado, mas Riel, segundo o próprio Smith, então respondia:
| “ | Eu fiz três boas ações desde que o governo provisório começou: Eu poupei a vida de Boulton quando você pediu, e perdoei Gaddy; e agora, deverei atirar [executar] Scott. | ” |

Scott foi executado por fuzilamento em 4 de março. Os motivos de Riel por ter permitido a execução foi a causa de muita especulação, mas a justificativa própria de Riel era que era necessário mostrar aos canadenses que os Métis precisavam ser vistos seriamente.

### A criação de Manitoba e a expedição de Wolseley
Os delegados representando o governo provisório dos Métis partiram à Ottawa em março. Embora tenham inicialmente tido dificuldades legais, dado a execução de Scott, eles logo foram permitidos a negociarem diretamente com Macdonald e George-Étienne Cartier. Um acordo, atendendo muitas das demandas da lista dos direitos exigidos por Riel, logo foi alcançado, e isto formou a base do Ato de Manitoba, de 12 de maio de 1870, na qual Manitoba - então parte das Terras de Rupert - era criada, e aceitada como o quinto membro da confederação do Canadá. Porém, os representantes Métis não foram capazes de alcançar um acordo de anestia geral para o governo provisório dos Métis.
Como um método de exercer a autoridade canadense na comunidade de Red River, e também como uma maneira de dissuadir expansionistas americanos, uma expedição militar canadense, a Expedição de Wolseley, sob comando do coronel Garnet Wolseley, foi enviado para Red River. Embora o governo canadense descreveu esta ação como um "ato de paz", Riel soube que certas pessoas dentro desta expedição queriam linchá-lo, e Riel fugiu, quando a Expedição militar aproximou-se de Red River. A chegada de tal expedição militar, em 24 de agosto, marca o fim efetivo da Rebelião de Red River.

## Os anos de intervenção

### A questão daanistia

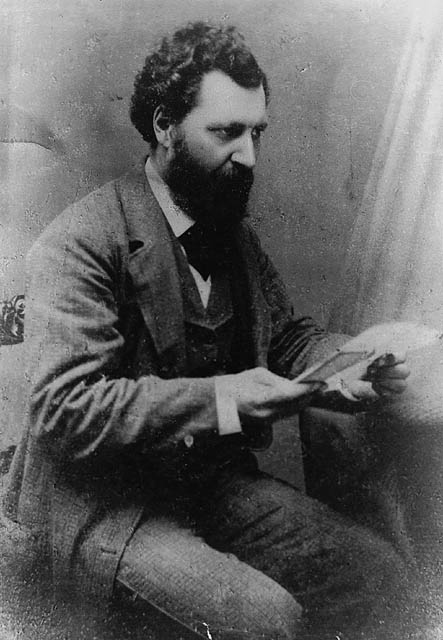
Louis Riel circa 1875

Foi somente em 2 de setembro que o novo vice-governador, Adams George Archibald, chegou e efetivamente instalou o Governo Civil canadense na região. Na ausência de uma anistia, e com a força militar canadense espancando e intimidando qualquer simpatizante das ideias de Riel, este fugiu para a Missão de St. Joseph, do outro lado da fronteira, nos EUA, no então Território de Dakota. Porém, os resultados da primeira eleição provincial de Manitoba eram promissores para Riel, na qual muito de seus apoiadores foram eleitos. Mas o estresse e dificuldades financeiras precipitaram uma séria doença - possivelmente um sinal de suas futuras aflições mentais - que impediram que Riel retornasse a Manitoba. A comunidade de Red River agora enfrentava outra ameaça, desta vez, norte-americana - ataques fenianos coordenados por William Bernard O'Donoghue. Apesar desta ameaça provou ter sido exagerada, Archibald convocou um alistamento em 4 de outubro. Cavalarias foram organizadas, inclusive uma liderada por Riel. Quando Archibald passou em revista das tropas em St. Boniface, ele fez o gesto significativo de dar um aperto de mãos com Riel, em público, indicando que uma reconciliação havia ocorrido. Mas isto iria durar pouco - quando esta notícia chegou a Ontário, Mair e membros da Canada First lideraram um movimento anti-Riel e anti-Archibald na província. Com eleições federais em 1872, Macdonald não podia suportar mais quaisquer desavenças entre as relações entre Ontário e Quebec. Então, Macdonald fez com que Taché oferecesse a Riel uma propina de 100 dólares canadenses, para que Riel fosse voluntariamente ao exílio. Isto era suplementado por outros 600 libras esterlinas, de Smith, que seriam usadas para sustentar a família de Riel. Com outras poucas opções disponíveis, Riel aceitou, tendo desembarcado em Saint Paul em 2 de março de 1872.
Porém, em junho Riel voltou novamente a Manitoba, onde ele foi convencido a participar nas eleições, disputando uma vaga no parlamento, como um membro do distrito eleitoral de Provencher. Porém, após a derrota de Cartier em sua terra natal, o Quebec, Riel decidiu não participar para que Cartier - que era a favor da anistia à Riel - disputasse a vaga em seu lugar, e talvez fosse eleito. Cartier foi eleito, mas as esperanças de Riel para que ele fosse anistiado pelo governo canadense acabaram após a morte de Cartier, em 20 de maio de 1873. Na eleição seguinte, para a escolha de um membro de parlamento a substituir Cartier, Riel venceu - não tendo concorrentes - embora tenha sido forçado mais uma vez a fugir, tendo uma autorização do governo pedindo pela sua prisão, em setembro. Lépine não teve a mesma sorte - ele foi capturado e julgado. Riel fugiu para Montreal, onde ele hesitou em se ele deveria ou não ocupar sua cadeira na Câmara dos Comuns do Canadá - Edward Blake, o governador de Ontário, instituiu uma recompensa de 5 mil dólares canadenses para a pessoa que conseguisse capturar Riel.
Ironicamente, Riel foi o único membro do Parlamento do Canadá que não estava presente no grande debate do Escândalo do Pacífico, de 1873, que fez com que Macdonald renunciasse em novembro do mesmo ano. Alexander Mackenzie, líder do Partido Liberal, tornou-se o primeiro-ministro ínterim do país, e novas eleições nacionais foram feitas em janeiro de 1874. Os Liberais e Mackenzie venceram, mas Riel conseguiu manter facilmente sua cadeira na Câmara dos Comuns. Formalmente, Riel tinha que assinar um livro de registros ao menos uma vez após ter sido eleito, e ele o fez, disfarçado, no fim de janeiro. Mesmo assim, Riel teve de concorrer novamente por um posto na Câmara dos Comuns, após uma ação judicial de Schultz - que tornara-se o membro do distrito eleitoral de Lisgar. Riel venceu a tal eleição, mas mais uma vez ele foi expulso da Câmara dos Comuns - tendo Schultz assumido seu posto. Não obstante, o ponto simbólico da história havia sido feito, e a opinião pública de Quebec era muito forte e favorável a Riel.

### Exílio e doenças mentais

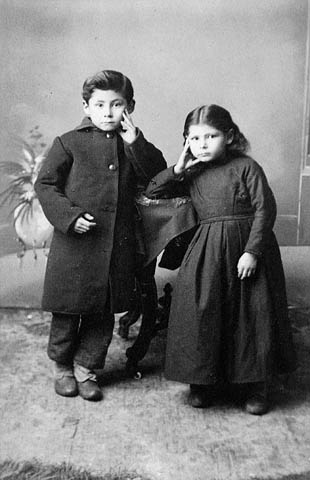
Jean-Louis and Marie-Angélique Riel, os filhos de Louis Riel

Durante este período, Riel estabeleceu-se na Municipalidade de Plattsburgh, Nova Iorque, na vila francófona de Keesville (cuja população era em sua maioria descendentes de francófonos canadenses). Fou nesta pequena vila que Riel recebeu as últimas notícias sobre o paradeiro de Lépine: em seu julgamento pela execução de Scott, que começara em 13 de outubro de 1874, Lépine foi considerado culpado, e condenado à morte. Isto gerou grande raiva em Quebec - especialmente na imprensa da província. A opinião pública do Quebec era favorável à anistia de ambos Lépine e Riel, e o movimento pela anistia de ambos cresceu novamente. Isto tornou-se uma grande dificuldade política para Mackenzie, que estava então preso entre as exigências de Quebec e de Ontário. A solução para este problema apareceu quando o então governador-geral do Canadá, Lord Dufferin, atuando em iniciativa própria, reduziu a sentença de Lépine, em janeiro de 1875. Isto permitiu que Mackenzie conseguisse no Parlamento do Candá a anistia para Riel, com a condição que ele continuasse no exílio por mais cinco anos.
Durante este tempo de exílio, Riel esteve mais concentrado com problemas religiosos do que problemas políticos. Tendo sido incentivado por um padre católico em Quebec, Riel cada vez mais acreditava que ele era o líder divinamente escolhido dos Métis. Biógrafos modernos especulam que Riel pode ter sofrido de uma condição psicológica, chamada de megalomania. O seu estado mental deteriorou e, após um violento ataque de nervos, ele foi levado para Montreal, onde ele ficou por alguns meses sob o cuidado de seu tio, John Lee. Mas após Riel ter causado estragos e, um serviço religioso, Lee fez com que Riel ficasse internado em um asilo em Longue-Pointe, Quebec, em 6 de março de 1876, sob o falso nome de "Louis R. David". Temendo que terceiros descobrissem, os doutores do asilo logo transferiram Riel para o Asilo Beauport, perto da Cidade de Quebec, sob o nome "Louis Larochelle". Enquanto Riel sofria de esporádicos ataques de nervos, Riel tornou-se um escritor religioso, escrevendo textos religiosos, que misturava ideias do cristianismo e do judaísmo. Louir Riel então começou a chamar a si próprio de Louis David Riel, o profeta do novo mundo. Riel lentamente recuperou-se, e saiu do asilo em 23 de janeiro de 1878, sob a recomendação de buscar uma vida tranquila. Riel voltou por algum tempo para Keesville, onde ele esteve envolvido em um romance com Evelina Martin Barnabé, irmã de um amigo seu, o padre Fabien Barnabé. Sem condições econômicas para propor ela em casamento na cidade, Riel retornou ao oeste, tendo ainda esperanças que ela o seguiria. Porém, ela decidiu que a vida nos campos isolados do interior não fazia o seu estilo, e a correspondência entre ambos logo acabou.

### Montana e vida familiar
No outono de 1878, Riel voltou a St. Paul e brevemente visitou seus amigos e sua família. Os tempos então estavam mudando rapidamente para os Métis no assentamento do Red River - os búfalos americanos na qual os Métis precisavam (para alimentação e vestimentos) estava tornando-se cada vez mais escassos na região e o fluxo de assentadores anglófonos à região aumentara, fazendo com que muitos dos Métis em Red River vendessem suas terras a especuladores imobiliários. Como muitos outros Métis que moravam em Red River que abandonaram a comunidade e Manitoba, Riel foi em direção ao oeste com o propósito de começar uma nova vida. Viajando pelo Território de Montana, Riel tornou-se um comerciante e um intérprete na área próxima ao Fort Benton. Riel notou que o alcoolismo e seus impactos negativos era comum entre os nativos americanos e os Métis que viviam na região. Riel tentou, sem sucesso, cortar ou minimizar o comércio do whisky. Algumas fontes dizem também que Riel tentou formar uma aliança de indígenas americanos e canadenses, para resistir à migração de pessoas brancas na região.
Em 1881, Riel casou-se com Marguerite Monet Bellehumeur (1861-1886), uma jovem e Métis, em 28 de abril, solenizado em 9 de Março de 1882. Eles teriam um total de três filhos: Jean-Louis (1882-1908), Marie-Angélique (1883-1897) e um terceiro que nasceu e morreu em 21 de Outubro de 1885, menos de um mês antes de Riel ter sido enforcado.
Riel logo envolveu-se em assuntos políticos em Montana, e em 1882, apoiou ativamente o Partido Republicano dos Estados Unidos da América e sua campanha eleitoral. Riel inclusive foi longe o suficiente, para processar o Partido Democrata, alegando fraude eleitoral, mas então Riel foi acusado pelo partido Democrático de envolver problemas ingleses e canadenses nas eleições nacionais. Em resposta, Riel entrou com um pedido para tornar-se um cidadão americano, e ele foi naturalizado em 16 de Março de 1883. Com dois filhos, ele assentou-se na missão jesuíta de St. Peter, localizada no distrito de Sun River de Montana.

## A Rebelião de Saskatchewan

### Preocupações em Saskatchewan
Após a Rebelião do Red River, um grande número de Métis deixou Manitoba para trás e foram em direção ao oeste, estabelecendo-se ao longo do vale do Rio Saskatchewan, especialmente parte sul do rio, nos campos que cercavam a missão de Saint-Laurent (próxima a atual Grandin), na atual província de Saskatchewan, então parte dos Territórios do Noroeste. Porém, por volta da década de 1880, tornou-se claro que a migração em direção ao oeste do Canadá não solucionaria os problemas dos Métis e dos nativos americanos. O colapso das populações do búfalo estava causando fome entre os indígenas cree e os blackfoot. Este problema era agravado por uma redução da assistência social em 1883, e pelas falhas do governo do Canadá em exercer suas obrigações estabelecidas no tratado de Red River. Os Métis foram obrigados a deixar de caçar, e no lugar, a agricultura tornou-se o principal método de subsistência. Porém, a transição entre caça e agricultura foi acompanhada de outros problemas - da propriedade da terra cultivada - similares aos que tinham acontecido em Red River. Para piorar a situação, imigrantes de países europeus, bem como um número de famílias das províncias do leste canadenses, estavam também assentando-se na região. Logo, começou a discutir-se: de quem era a terra, afinal? E quem a administraria? Ambos os lados tinham seus problemas, e por volta de 1884 as comunidades Métis e anglófonas da região estavam organizando encontros, em busca de uma solução. No distrito eleitoral de Lorne, um encontro Métis foi realizado na vila de Batoche, em 24 de março, e 30 representantes Métis votaram em uma votação, que pediria o retorno de Riel, para que este representasse a causa dos Métis. Em 6 de maio, um encontro, a "Settler's Union" (União dos Assentadores) foi realizada entre representantes Métis e anglófonos de Prince Albert - incluindo William Henry Jackson, um assentador de Ontário, que expressava simpatia aos Métis, e era conhecido entre eles como Honoré Jackson. O encontro decidiu que uma delegação seria enviada em busca de Riel, esperando que este ajudasse ambos os lados a expor melhor ao governo do Canadá os problemas que afligiam a região.

### O retorno de Riel
O chefe da delegação a Riel era Gabriel Dumont, um caçador respeitado de búfalos, e líder dos Métis de Saint-Laurent. Dumont conhecera Riel em um encontro em Manitoba. Quando a delegação encontrou Riel, este logo concordou em suportar a causa dos Métis - fato que talvez não desperte surpresas, dados os contínuos pensamentos de Riel em que ele era o líder divinamente escolhido dos Métis e o profeta de um novo tipo de cristianismo. Riel também pretendia usar qualquer posição de influência em busca de suas próprias reivindicações de terra em Manitoba. De qualquer maneira, a delegação, com Riel agora como líder, partiu em 4 de junho, e chegou em Batoche em 5 de julho. Os Métis e os anglófonos da região inicialmente tinham ótima impressão de Riel, após este ter falado em público na qual ele buscava moderação. Em junho de 1884, os líderes Cree, Grande Urso e Poundmaker, independentemente discutiram em público sobre os problemas de seu povo, e subsequentemente tiveram encontros com Riel. Porém, os problemas dos nativos americanos eram muito diferentes dos problemas dos assentadores (anglófonos), e nada foi resolvido. Honoré Jackson e representantes de outras comunidades, então, inspirados em Riel, publicou um manifesto com detalhes de problemas e os objetivos a serem alcançados dos assentadores anglófonos. Por vários meses um comitê composto por anglófonos e por Métis, com Jackson atuando como secretário, trabalharam em busca de propostas que buscavam atender às necessidades das diferentes comunidades e povos da região. Neste meio-tempo, o apoio a Riel começou a gradualmente diminuir. À medida que os pronunciamentos e discursos religiosos de Riel cada vez distanciava-se das ideias da igreja católica romana, o clero começou a se distanciar de Riel, e o padre Alexis André aconselhou Riel, para que ele não misturasse assuntos políticos com assuntos religiosos. Além disso, a imprensa anglófona da região começou a atacar Riel, graças a propinas oferecidas pelo vice-governador dos Territórios do Noroeste, Edgar Dewdney, a estabelecimentos de imprensa da região. Mesmo assim, o trabalho continuaria, e em 16 de dezembro, Riel enviou a petição ao governo do Canadá, juntamente com a sugestão que representantes da região sejam enviados a Ottawa com a missão de negociar diretamente com o governo do país uma solução para tais problemas. A petição foi reconhecida e assinada por Joseph-Adolphe Chapleau, o Secretário de Estado de Macdonald, embora este negasse posteriormente que ele tivesse lido ou reconhecido tal petição.

### Rompimento com a Igreja
Enquanto Riel esperava notícias de Ottawa, ele considerou a ideia de voltar a Montana, mas por volta de fevereiro ele decidira ficar. Na ausência de quaisquer problemas socioeconômicos a serem resolvidos no momento (até que uma resposta de Ottawa aparecesse) Riel começou a se dedicar obsessivamente aos estudos e religiosos, um relapso de suas agitações mentais. Isto levou a uma deterioração nas relações entre ele, Riel, com a igreja católica - Riel, em seus discursos públicos sobre religião, apoiava abertamente uma doutrina herética. Em 11 de fevereiro de 1885, uma resposta do governo do Canadá foi recebida, sobre a petição. O governo propôs um censo dos Territórios do Noroeste e a formação de uma comissão, para a investigação dos problemas. Isto enfureceu os Métis, que interpretaram esta resposta como uma mera tática de adiantamento. Uma facção dos Métis começou a suportar uma rebelião aberta a ser realizada imediatamente. Isto não era suportada pela igreja católica, pela maioria da comunidade anglófona ou pela facção Métis que suportava como líder dos Métis Charles Nolin. Mas Riel, sem dúvidas, influenciado por suas ilusões messiânicas. interessou-se na ideia da rebelião aberta, tornando-se um ativista imediato. Na igreja de Saint-Laurent, em 15 de março, após ter causado briga e confusão, Riel foi proibido de frequentar a igreja. Em resposta, Riel cada vez mais discutia em público sobre suas "revelações divinas". Porém, desiludidos com o status quo, e atraídos pelo carisma de Riel, muitos Métis continuaram leais a Riel, apesar de certas afirmações do último, sobre que o bispo Ignace Bourget deveria ser aceito como papa, e que "Roma caiu". Um clérigo em Saint-Laurent afirmou posteriormente que,
"...em seus discursos estranhos e alarmantes, [ele] fascinou nossos pobres métis, da mesma maneira que uma cobra fascina suas vítimas".

### Rebelião de Saskatchewan
Em 18 de março, soube-se em Saint-Laurent que um forte da Cavalaria Policial do Noroeste (North-West Mounted Police, ou simplesmente NWMP), em Prince Albert estava sendo reforçado. Apesar que apenas 100 soldados foram enviados em resposta a avisos do Pai Alexis André e do superintendente da NWMP Leif Newry Fitzroy Crozier, boatos logo começaram a espalha-se pela comunidade, de que 500 tropas pesadamente armadas foram enviadas à região. A paciência dos Métis logo acabou, e os seguidores de Riel pegaram em armas, tomaram reféns e cortaram as linhas de telégrafo entre Batoche e Prince Albert. Um governo provisório foi declarado em Batoche, em 19 de março, com Riel como líder político e espiritual, e com Gabriel Dumont assumindo a responsabilidade sobre as questões militares. Riel então formou um Conselho chamado de "Exovedate", e mandou representantes a Grande Urso e Poundmaker, que eles se aliassem com os Métis. Em 21 de março, os emissários de Riel exigiram que Crozier rendesse suas tropas em Fort Carlton, mas Crozier recusou-se. A situação na região tornara-se crítica, e em 23 de março, Dewdney enviou uma mensagem via telégrafo a Macdonald, sobre que uma intervenção militar pudesse ser necessária. Explorando perto de Duck Lake, em 26 de março, uma força de 26 pessoas liderada por Gabriel Dumont inesperadamente encontrou um grupo policial liderada por Crozier, composta por 99 pessoas. Na batalha que se seguiu, a Batalha de Duck Lake, todos os policiais recuaram, e os indígenas na região também uniram-se aos Métis, após receberem notícias sobre a vitória Métis em Duck Lake. A Rebelião do Norte-Oeste acabara de começar.

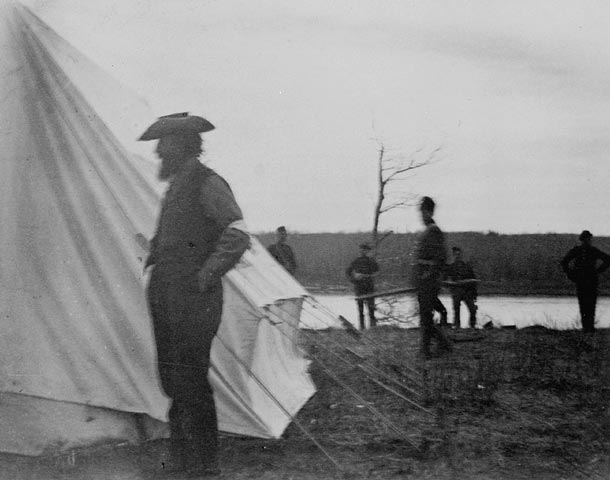
Louis Riel preso em um campo em Middleton, em Batoche, 16 de Maio de 1885.

Riel acreditava que o governo do Canadá não seria capaz de responder eficientemente e rapidamente a outra revolta no distante e isolado Territórios do Noroeste, forçando então negociações políticas. Esta era essencialmente a mesma estratégia que funcionara durante a rebelião de Red River, ocorrida em 1870 - quando as primeiras tropas demoraram 3 meses até chegar a Red River, percorrendo todo o trajeto desde Ontário até a nova província de Manitoba a pé ou a cavalo. Porém, Riel não sabia, ou completamente ignorou, a existência da Canadian Pacific Railway, que então estava sendo construída entre Vancouver e Montreal. Apesar de grandes vazios ao longo da ferrovia - justamente pelo fato de a ferrovia ainda estar sob construção - as primeiras forças militares canadenses, sob o comando do Major-General Frederick Dobson Middleton, desembarcou em Duck Lake menos de duas semanas após Riel ter feito suas exigências.
Sabendo que ele não poderia derrotar as forças canadenses em um confronto direto, Dumont esperava forçar os canadenses em negociar, através do uso de estratégias de guerrilha. Dumont teve um modesto sucesso seguindo estas estratégias na Batalha de Fish Creek, em 24 de abril. Riel, porém, insistia em concentrar as forças em Batoche, para a defesa de sua "Cidade de Deus". O desfecho da Batalha de Batoche, que tomou lugar entre 9 de maio a 12 de maio, foi a derrota e a rendição de Riel às forças canadenses, enquanto Dumont fugiu aos Estados Unidos. As forças de Grande Urso ainda resistiriam por aproximadamente um mês, até a Batalha de Loon Lake, em 3 de junho. O resultado da rebelião foi derrota total aos Métis e aos indígenas - com a maioria escapando para os EUA ou rendendo-se às forças canadenses.

## Julgamento
Vários indivíduos ligados ao governo do Canadá pediram que o julgamento de Riel fosse realizado em Winnipeg, em julho de 1885. Apesar de que vários historiadores digam que o julgamento foi mudado para Regina, Saskatchewan, sobre preocupações sobre a possibilidade de um júri etnicamente multicultural e, portanto, simpático a Riel, o historiador Thomas Flanagan diz que uma emenda do North-West Territories Act - que removera a provisão de que julgamentos de crimes puníveis com pena de morte deveriam ser realizadas em Manitoba - significaram que o julgamento poderia ser realizado dentro dos Territórios do Noroeste, e que não precisaria ser feito de fato em Winnipeg.

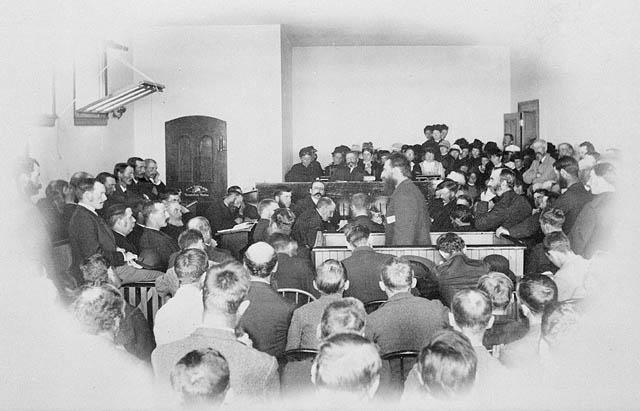
Louis Riel faz seu testemunho em seu julgamento

O primeiro-ministro John Alexander Macdonald ordenou que o julgamento fosse realizado em Regina, onde ele foi julgado por um júri composto por seis ingleses e escoceses protestantes, todos da região de Regina. O julgamento iniciou-se em 28 de julho de 1885, e durou apenas cinco dias.
Riel fez grandes e longos discursos no seu julgamento, defendendo suas próprias ações e afirmando e dando ênfase aos direitos de seu povo, os Métis. Ele recusou a tentativa de método de defesa de seu advogado, de que Riel era mentalmente insano, afirmando,
| “ | A vida, sem a dignidade da inteligência, não vale a pena. | ” |

O júri considerou-o culpado, mas recomendou clemência; mesmo assim, o juiz Hugh Richardson sentenciou Riel à morte, com a data de execução inicialmente prevista para 18 de setembro de 1885. Cinquenta anos depois, Edwin Brooks, disse que Riel foi julgado por traição, mas enforcado pela morte de Thomas Scott.

## Execução
Nos tempos que precederam sua execução, Riel reconciliou-se com a igreja católica, tendo com o Pai André seu conselheiro espiritual. A Riel também foi permitido que ele escrevesse um livro. Boulton escreveu em suas memórias que, à medida que o dia da execução aproximava-se, Riel começou a arrepender-se de sua oposição à defesa por insanidade, e tentou sem sucesso fornecer evidências de que ele não era sano. Após vários pedidos para um segundo julgamento, todos negados, Riel foi enforcado, por traição, em 16 de novembro de 1885.

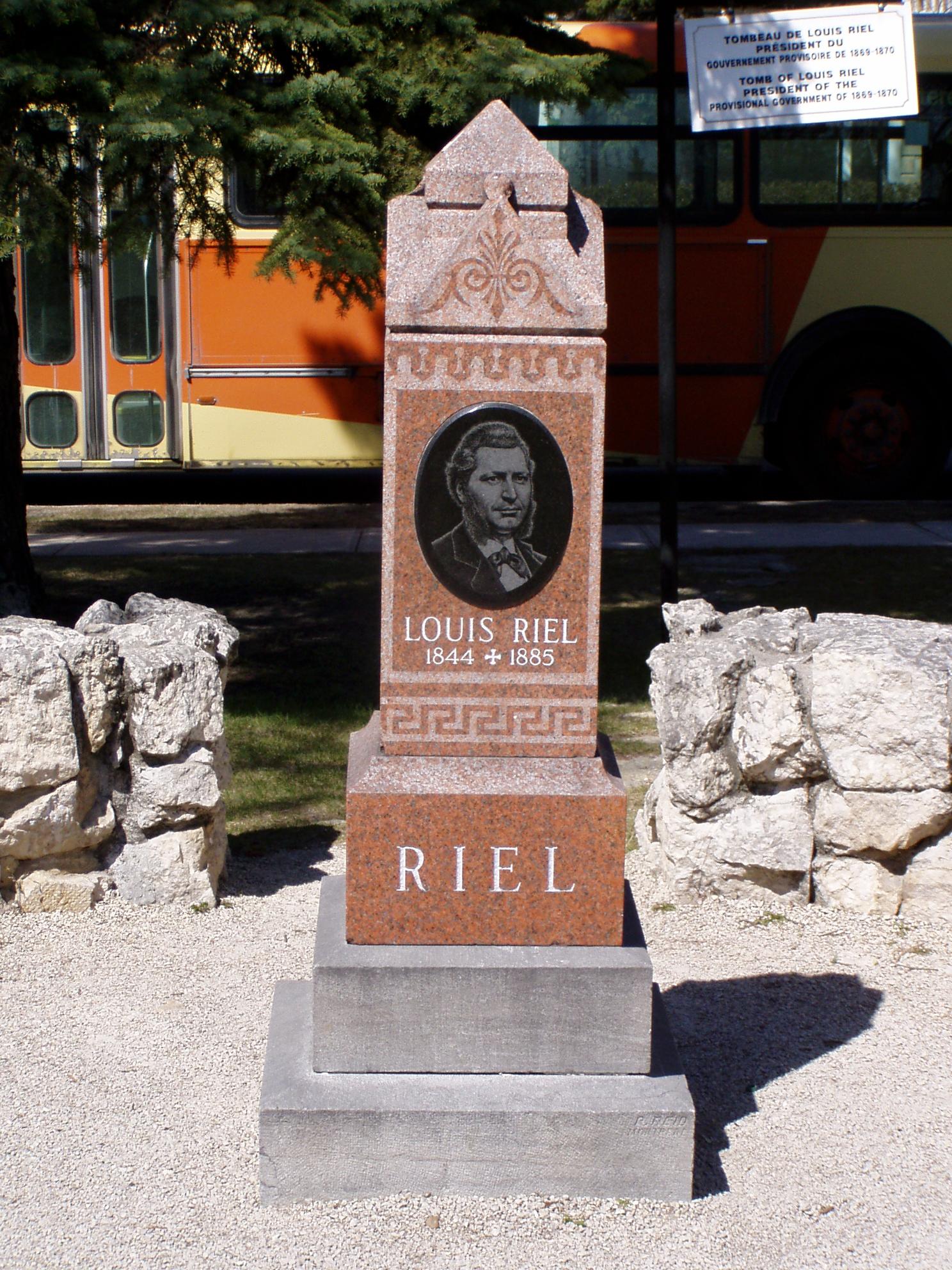
O túmulo de Riel, na Catedral de St. Boniface

A seguir, Boulton descreve os momentos finais de Riel:
| “ | [...] Pai André, após ter explicado a Riel que o fim dele estava próximo, pediu a Riel se ele estava em paz com os homens. Riel respondeu "Sim." A próxima questão foi, "Você perdoa todos seus inimigos?" "Sim." Riel então perguntou se ele poderia falar. O Pai André aconselhou a Riel que ele não o fazeste. Ele então recebeu um beijo de paz de ambos os padres presentes, e o Pai André exclamou em francês, "Alors, allez au ciel!". [...] Suas últimas palavras [de Riel] foram um último adeus ao Doutor Jukes e um agradecimento à sua generosidade. Logo antes que o capuz branco foi colocado sob sua cabeça, Riel disse, "Remerciez, Madame Forget.". O capuz foi colocado, e enquanto [Riel] rezava, a alavanca da forca (que serve para abrir uma porta sob o chão onde está o condenado) foi ativada. Seu pulso parou de bater quatro minutos após que a porta foi aberta. Seu corpo era para ter sido enterrado na região, e inclusive começou-se a construção de uma sepultura, mas então uma ordem do vice-governador ordenou que o corpo fosse dado ao Xerife Chapleau. Isto foi feito ainda na noite do dia em que Riel fora executado. | ” |

O primeiro-ministro do Canadá John A. Macdonald foi essencial no mantimento da sentença de morte de Riel. Diz-se que certa vez ele disse:
| “ | Ele deverá ser enforcado mesmo que todo cachorro em Quebec lata em seu favor. | ” |

Após a execução, o corpo de Riel foi levado à casa de sua mãe, em St. Vital, Manitoba. Em 12 de dezembro, ainda em 1885, os restos mortais de Riel foram colocados sob um túmulo na Catedral de São Bonifácio, Saint-Boniface, Winnipeg, Manitoba no Canadá.

## Legado

### Legado político
Os Métis de Saskatchewan receberam as tão esperadas licenças e documentos que faziam deles definitivamente donos de parte das terras na região. Porém, os Métis não tinham o menor conhecimento sob o valor de suas propriedades, a longo prazo, e logo essas propriedades foram compradas por especuladores imobiliários que posteriormente teriam grandes lucros. Em muitos aspectos, os piores medos de Riel foram realizados - após o fracasso da rebelião, o idioma francês e a religião católica enfrentaram crescente marginalização em Manitoba e em Saskatchewan, exemplificado pela controvérsia em torno da Manitoba Schools Question. Os Métis foram forçados a morar em terras cujo valor era próximo a zero, ou sob a sobra de reservas indígenas. Reitera-se novamente que até então o Saskatchewan ainda fazia parte dos Territórios do Noroeste - o Saskatchewan, juntamente com a província vizinha de Alberta, tornariam-se apenas províncias do Canadá, separando-se dos Territórios do Noroeste, em 1905.
A execução de Riel e a recusa de Macdonald - líder do Partido Conservador do Canadá - em reduzir a pena de Riel causou grande revolta em Quebec, e levou a uma grande alteração na origem política do Canadá. No Quebec, Honoré Mercier explorou o descontentamento da população quebequense sobre a execução de Riel, para reconstruir o Partido Nacional de Quebec. Este partido político, que promovia o nacionalismo quebequense, venceu as eleições provinciais de 1886 - anteriormente controladas pelo Partido Conservador de Quebec - conseguindo uma maioria no Parlamento de Quebec. Nas eleições nacionais de 1887 também houve grandes mudanças, com o Partido Liberal do Canadá, sob a liderança do quebequense Wilfrid Laurier, novamente, às custas do Partido Conservador. Esta vitória marca o início do domínio do Partido Liberal na política do Canadá ao longo do século XX.
Que o nome Riel ainda possui alguma importância na política do Canadá foi evidenciado em 16 de novembro de 1994, quando Suzanne Tremblay, membro do Bloc Québécois e um membro do senado canadense, introduziu a Lei C-228 - "Um Ato para remover as convicções dadas contra Louis David Riel" - e a colocou em discussão no Senado. A lei não foi aprovada pelo senado, tendo sido vista no Canadá - com a notável exceção do Quebec - como uma tentativa de suporte ao nacionalismo quebequense anteriormente aos referendos de 1995, sobre o Movimento pela independência de Quebec.

### Riel em tempos atuais
A antiga percepção de Louis Riel como um traidor insano, especialmente fora das comunidades Métis e franco-canadense, decaiu consideravelmente no século XXI. Muito da população canadense vê atualmente Riel como um herói que foi à luta pelos ideais de seu povo, à frente de um governo racista, e mesmo algumas pessoas que questionam a sanidade mental de Riel o veem como uma figura honrável. Apesar disto, Louis Riel ainda é um enigma, como o historiador James Maurice Stockford Careless, professor na Universidade de Toronto, observou - é possível também pensar que Riel tenha sido ao mesmo um herói e um criminoso. É possível também que a decisão de Riel, de executar Scott, tenha drasticamente alterado - negativamente - o curso da história de seu povo, os Métis. Por exemplo, logo após a Rebelião de Red River, o governo do Canadá iniciou um programa de assentamento da região, mas não o supervisionou com o devido cuidado, na qual especuladores imobiliários e outros assentadores não-Métis conseguiram fazer com que os Métis saíssem forçadamente de suas terras. Caso Riel não tivesse assassinado Scott, o governo do Canadá talvez tivesse supervisionado o tal programa governamental mais rigorosamente, dadas as boas relações entre o Canadá e os Métis. Especialistas da história e da cultura Métis também notam que Riel é uma figura que é mais valorizada entre pessoas não-Métis do que os Métis em si, talvez porque Riel é a única pessoa Métis conhecida entre pessoas não-Métis.

### Monumentos e nomes

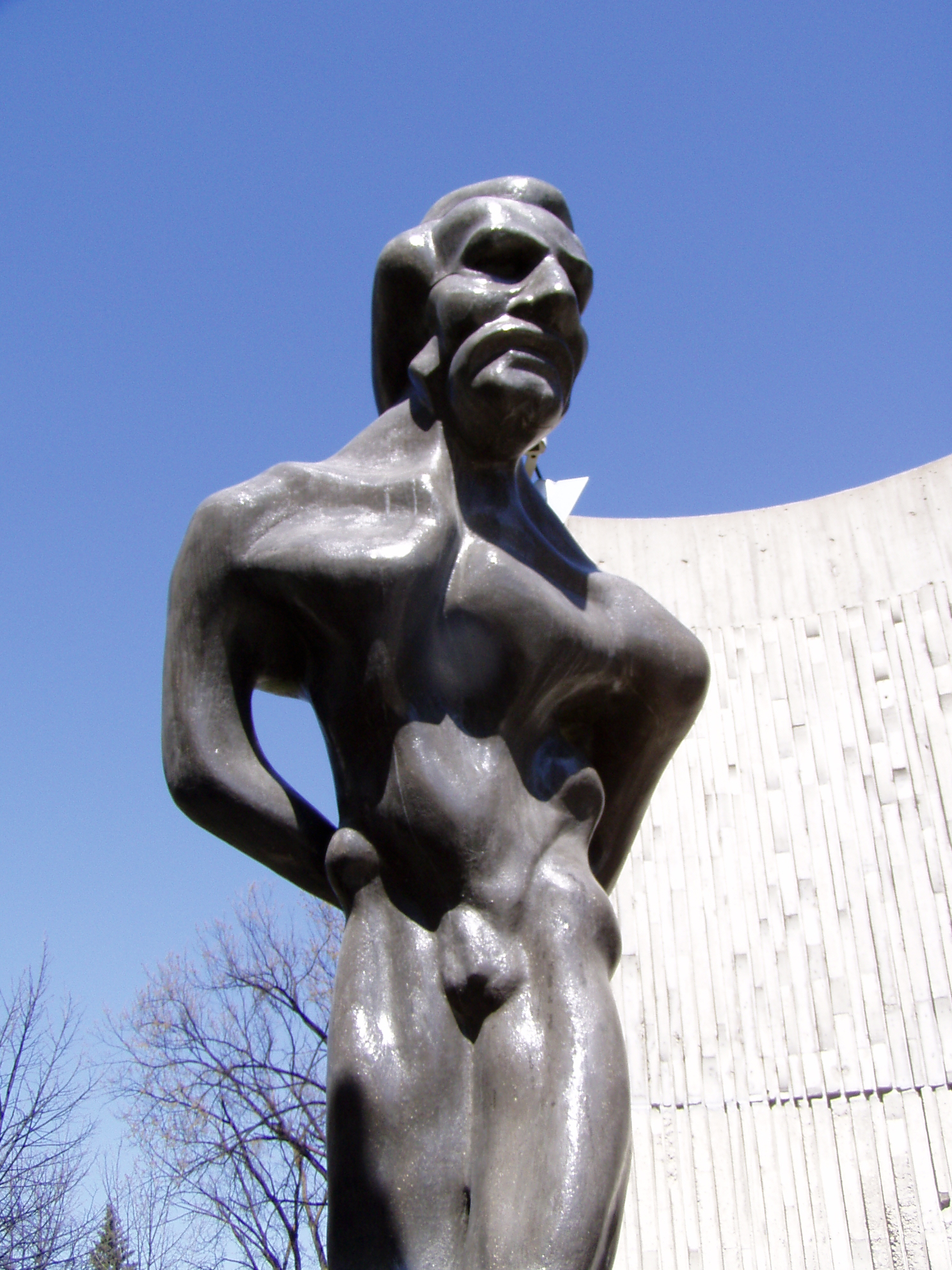
Louis Riel "torturado", uma estátua na Collège universitaire de Saint-Boniface.

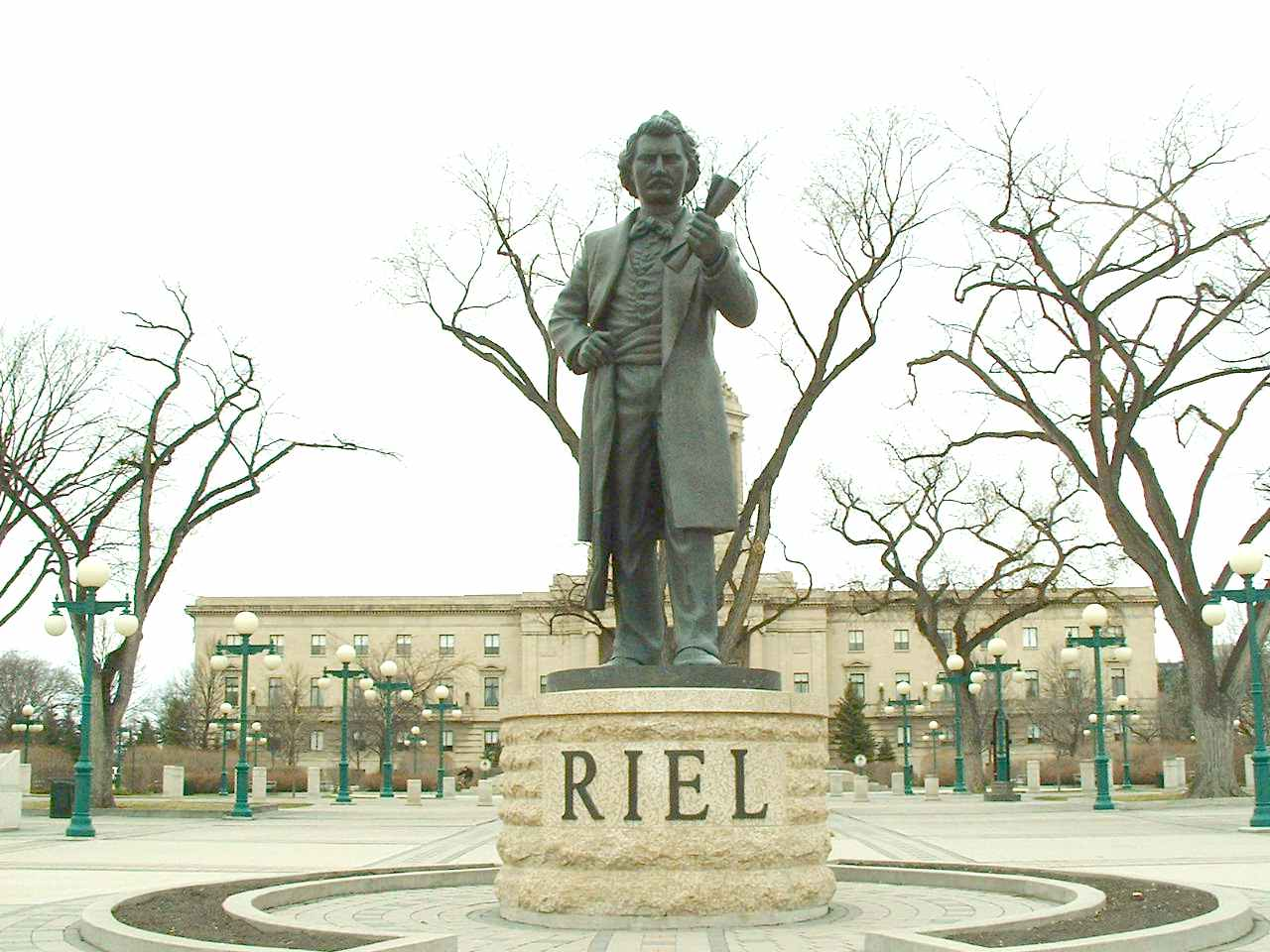
Estátua de Louis Riel, por Miguel Joyal, em Winnipeg, Manitoba.

Uma estátua de Riel atualmente está de pé no Morro do Parlamento de Ottawa, em duas estátuas de Riel localizam-se em Winnipeg. Uma das estátuas de Winnipeg, obra do arquiteto e escultor Marcien Gaboury, mostra Riel como uma figura nua e torturada. Foi inaugurada em 1970, e esteve a princípio localizada na Assembleia Legislativa de Manitoba por cerca de 23 anos. Porém, muito da população da cidade - especialmente os Métis que vivem na região - exigiam que a estátua fosse substituída por outra, alegando que a antiga estátua era uma má e não-digna representação de Riel. Esta estátua foi transferida para a Collège universitaire de Saint-Boniface em 1994, e foi substituída por uma estátua desenhada por Miguel Joyal, mostrando um Riel como um digno político.
Em numerosas comunidades em Manitoba e Saskatchewan, Riel é homenageado através do uso de seu nome em numerosas ruas, escolas e outros prédios. O centro estudantil da Universidade de Saskatchewan, localizado em Saskatoon, possui o nome "Riel". E uma estrada que conecta Regina a Prince Albert foi nomeado Louis Riel Trail, pela província de Saskatchwan. Esta estrada passa por numerosas localidades da fracassada Rebelião de 1885.

### Riel naarteeculturapopular
Documentários sobre o papel de Riel na Rebelião de Red River incluem "Riel", um filme-documentário, publicado pela CBC em 1979, e "Louis Riel: A Comic-Strip Biography", que mostra a vida de Riel através do uso de histórias em quadrinhos.
Uma ópera sobre Riel, intitulada "Louis Riel", foi apresentada nas celebrações do centenário da independência do Canadá, em 1967. Era uma ópera dividida em três atos, escrito pelo inglês Harry Somers e pelos franceses Mavor Moore e Jacques Languirand. Esta ópera, perfomada pela Companhia de Ópera do Canadá, produziu e performou a ópera entre setembro e outubro de 1967.
Desde o final da década de 1960 até o começo da década de 1990, a cidade de Saskatoon era o palco do evento "Dia de Louis Riel", uma celebração de verão.
O compositor Billy Childish escreveu uma música chamada "Louis Riel".
Em 22 de outubro de 2003, a CBC Newsworld e sua equivalente francófona, a Réseau de l'information, colocaram ao vivo uma simulação do julgamento de Riel. Espectadores foram convidados a votar "culpado" ou "não culpado" via internet, e cerca de 10 mil votos foram recebidos - onde 87% dos votantes votaram em "não culpado". Os resultados desta votação informal levaram a pedidos ao governo do Canadá, que este perdoasse, postumamente, Louis Riel. O programa da CBC, The Greatest Canadian (o maior canadense), colocou Riel como o décimo primeiro maior canadense de todos os tempos, segundo uma pesquisa de opinião pública.